# Anton Venier
Anton Venier es un deportista austríaco que compitió en luge en las modalidades individual y doble. Ganó una medalla en el Campeonato Mundial de Luge de 1963, y dos medallas en el Campeonato Europeo de Luge de 1962.

## Palmarés internacional
| Campeonato Mundial | Campeonato Mundial    | Campeonato Mundial | Campeonato Mundial |
| Año                | Lugar                 | Medalla            | Prueba             |
| ------------------ | --------------------- | ------------------ | ------------------ |
| 1963               | Imst (Austria)        | Medalla de bronce  | Doble              |
| Campeonato Europeo |                       |                    |                    |
| Año                | Lugar                 | Medalla            | Prueba             |
| 1962               | Weissenbach (Austria) | Medalla de oro     | Doble              |
| 1962               | Weissenbach (Austria) | Medalla de plata   | Individual         |